# Кора (Сіґа)
Ко́ра (яп. 甲良町, кора тьо ) — містечко в Японії, у східній частині префектури Сіґа. Засноване 1955 року.
Територія сучасного Кора відповідає середньовічному наділу Кора, володінню родини Сасакі.
Містечко відоме стародавнім буддистським храмом Сайиьодзі (西明寺).